# 帕沃
帕沃（Phra Vo，？—1778年）是寮國歷史上萬象王國的一位貴族。
1767年，萬象國王翁隆去世，無嗣。在帕沃的支持下，川壙總督翁本繼位成為新的萬象國王。帕沃希望翁本任命自己擔任副王之職，但被翁本拒絕了。帕沃因此佔據農磨蘭普，自立為王。
農磨蘭普在歷史上是瀾滄王國副王的封地，翁本對帕沃的叛亂甚為憤怒，出兵討伐他。帕沃隨後向暹羅投降，得到暹羅的武裝支持。但在暹羅撤軍之後，翁本再度出兵討伐他，在東莫登將他殺死。
帕沃的死成為暹羅入侵萬象王國的一個藉口，隨即暹羅派兵入侵萬象並將其征服。